# Estación Quilmes
Quilmes es una estación de la red ferroviaria argentina, perteneciente al Ferrocarril General Roca. Está ubicada en la ciudad homónima, Provincia de Buenos Aires, Argentina.

## Servicios
Es una estación intermedia del servicio eléctrico metropolitano de la Línea General Roca desde la Estación Plaza Constitución a las estaciones La Plata y Bosques.

## Ubicación e Infraestructura
La estación posee tres andenes: el 1 y el 2 para el servicio ordinario y el 3, para maniobras generales y servicios fraccionados desde Constitución. Adicionalmente, cuenta con dos vías auxiliares más. Un túnel peatonal comunica los 3 andenes con las boleterías, oficinas y baños públicos que se encuentran en el lado oeste de la estación
La estación se encuentra emplazada en Gaboto entre Rivadavia y Leandro N. Alem.

### Estación provisoria
Unos 300 metros hacia el norte se encontraba ubicada una estación provisoria, conformada por dos andenes elevados que permitían el ascenso y descenso de las formaciones eléctricas puestas en marcha a partir de febrero de 2016. La misma  estuvo en funcionamiento hasta la mañana del 1º de junio de 2018. En los días subsiguientes las esctructuras fueron desmontadas. Entre febrero y junio de 2016, esta estación provisoria operó como terminal del servicio electrificado.

## Historia
Fue inaugurada en 1872 por el Ferrocarril Buenos Aires al Puerto de la Ensenada. Contó con una sola vía hasta el año 1887, cuando se agregó una segunda. En 1898 el FCBAPE fue adquirido por el Ferrocarril del Sud, el cual la integró a su red y modernizó su edificio en 1908 de acuerdo a las necesidades y preferencias arquitectónicas de la época, dándole su aspecto actual. El diseño estuvo a cargo de los arquitectos Paul Bell Chambers, entre cuyas obras se encuentran la Estación Constitución, el Railway Building y el Banco de Boston, y Louis Newbery Thomas.
Al nacionalizarse los ferrocarriles y reorganizarse el sistema ferroviario en 1948, pasó a ser parte de la red del Ferrocarril General Roca.

## Accidentes
El Accidente ferroviario de Quilmes de 1982, que dejó un saldo aproximado de treinta muertos, tuvo lugar unos 400 metros al sur de la estación.

## Diagrama
| Plataforma Norte       | |
| Vía 1                  | Trenes a La Plata provenientes de Constitución (próxima Ezpeleta) Trenes a Bosques provenientes de Constitución vía Quilmes (próxima Ezpeleta) |
| Vía 2                  | Trenes a Constitución provenientes de La Plata (próxima Bernal) Trenes a Constitución provenientes de Bosques vía Quilmes (próxima Bernal)     |
| Plataforma central Sur | |
| Vía 3                  | Terminal de trenes fraccionados provenientes de Constitución Partida de trenes fraccionados hacia Constitución (próxima Bernal)                |

## Imágenes

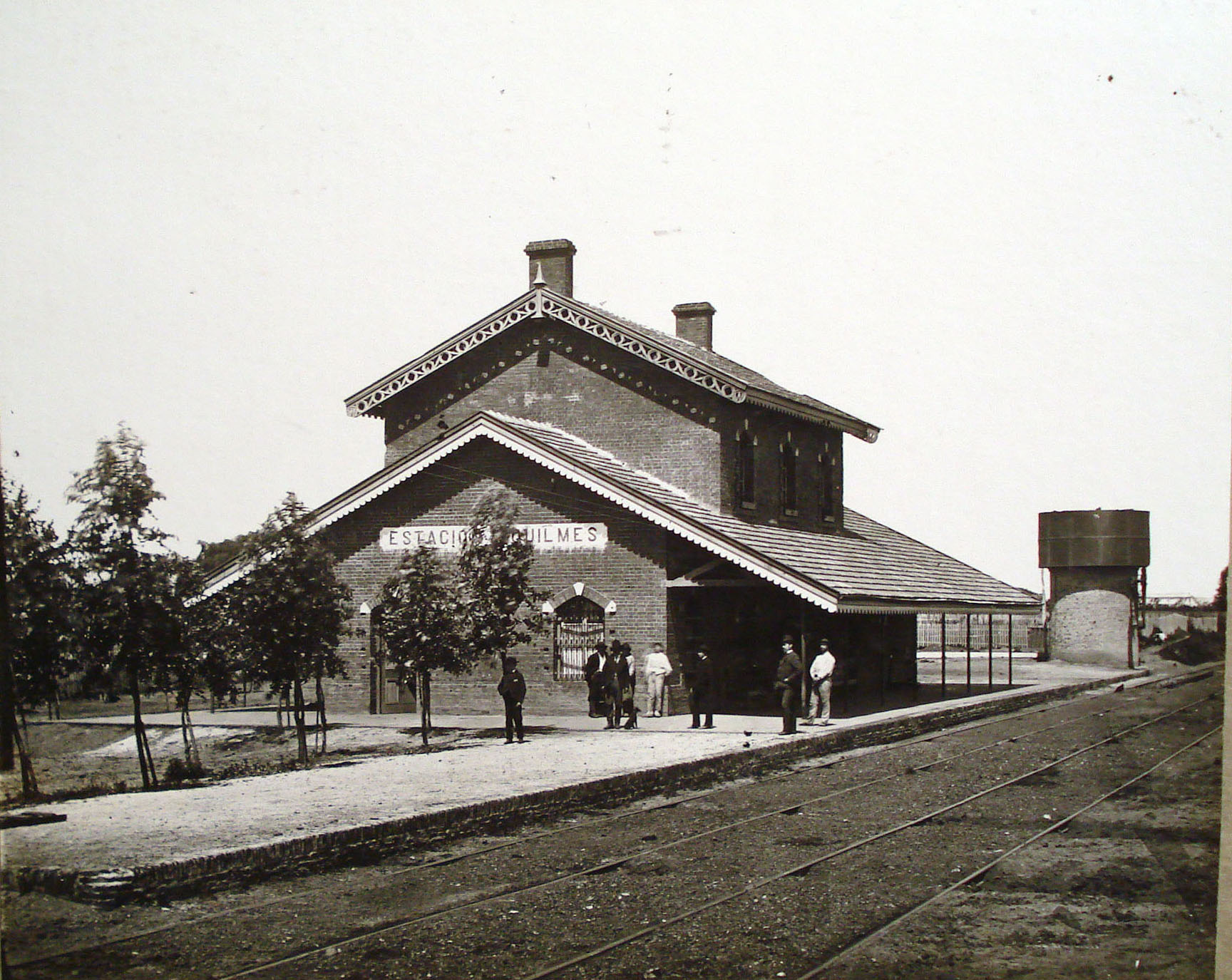
La estación original, en la década de 1890.
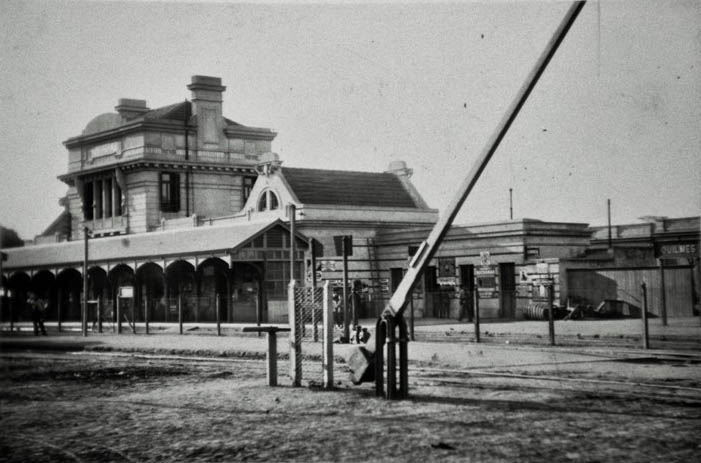
La estación, luego de la reforma (circa 1910).
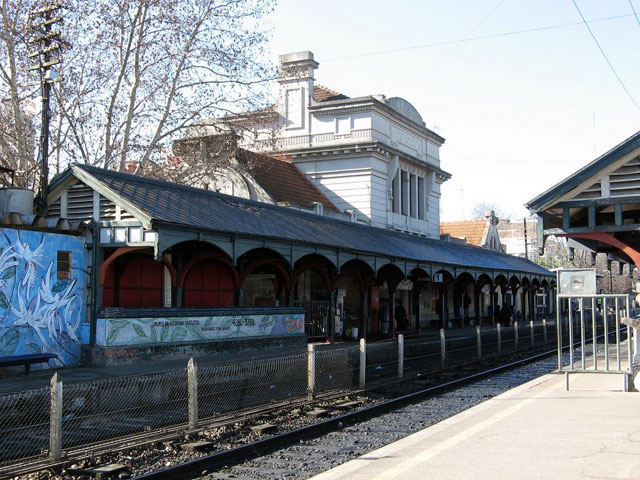
Andenes de la estación, antes de la electrificación del ramal (2011)
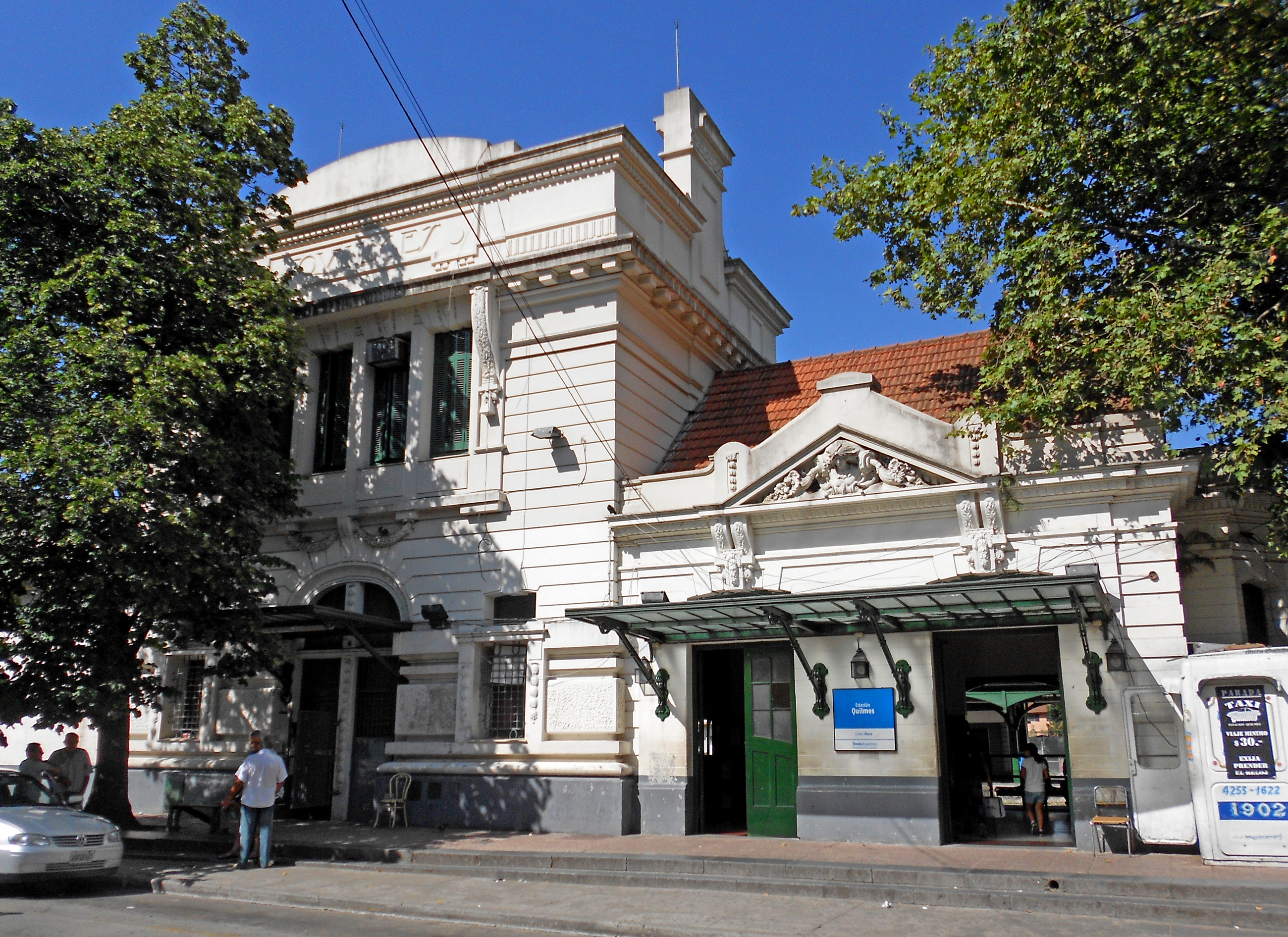
Frente de la estación (2016).
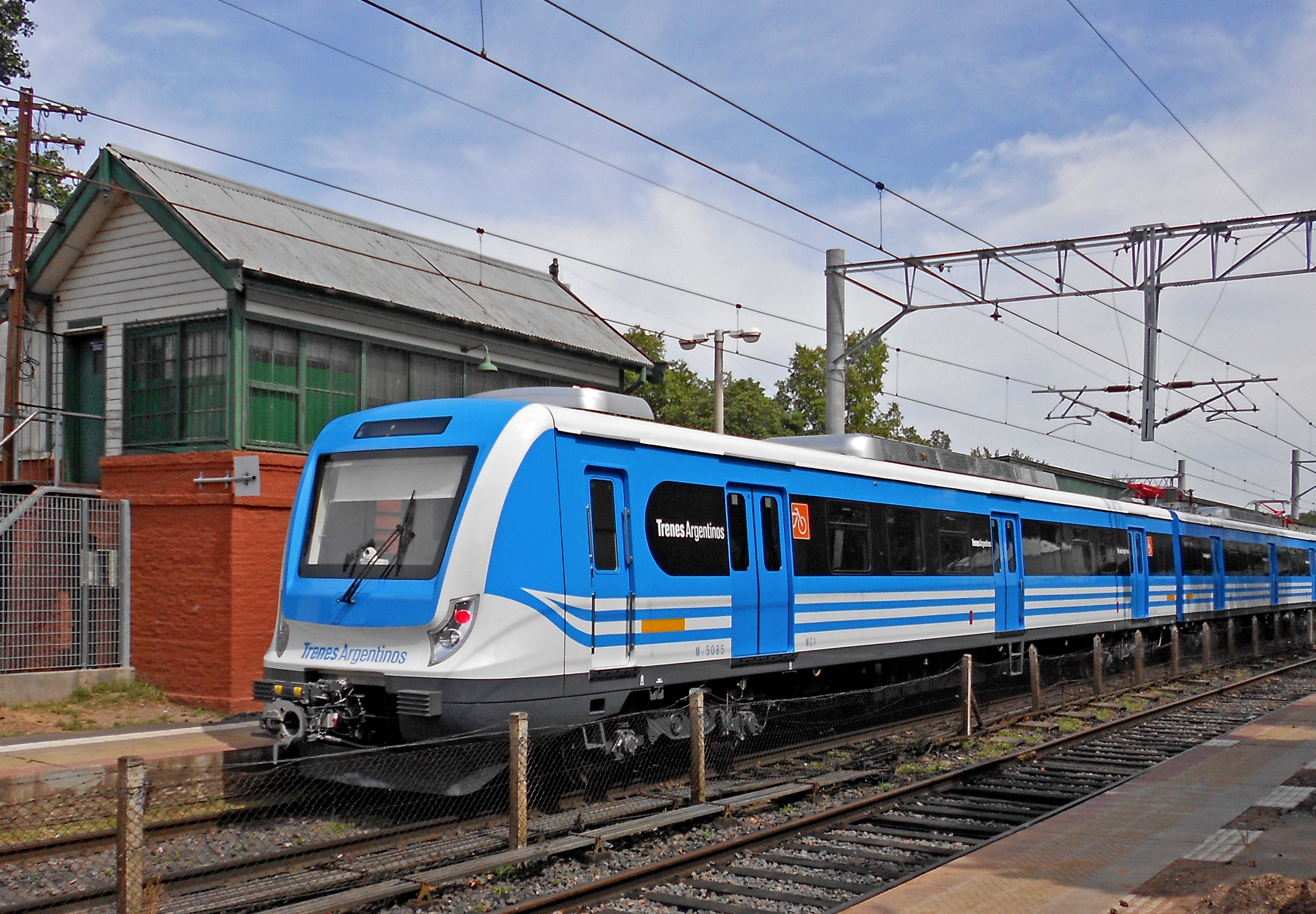
Formación CSR eléctrica maniobrando en la estación (2016).
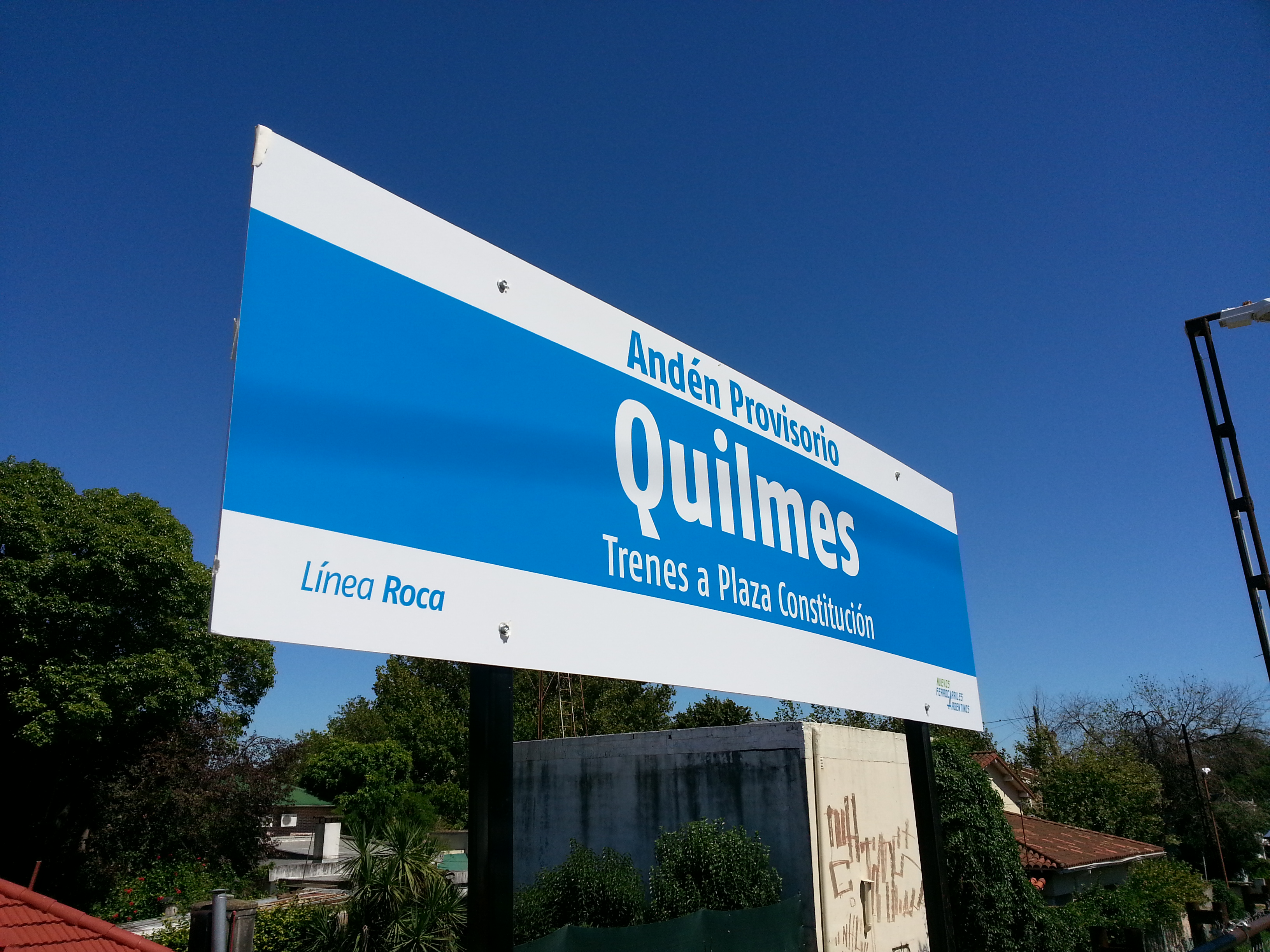
Cartelería de la estación provisoria (2016).
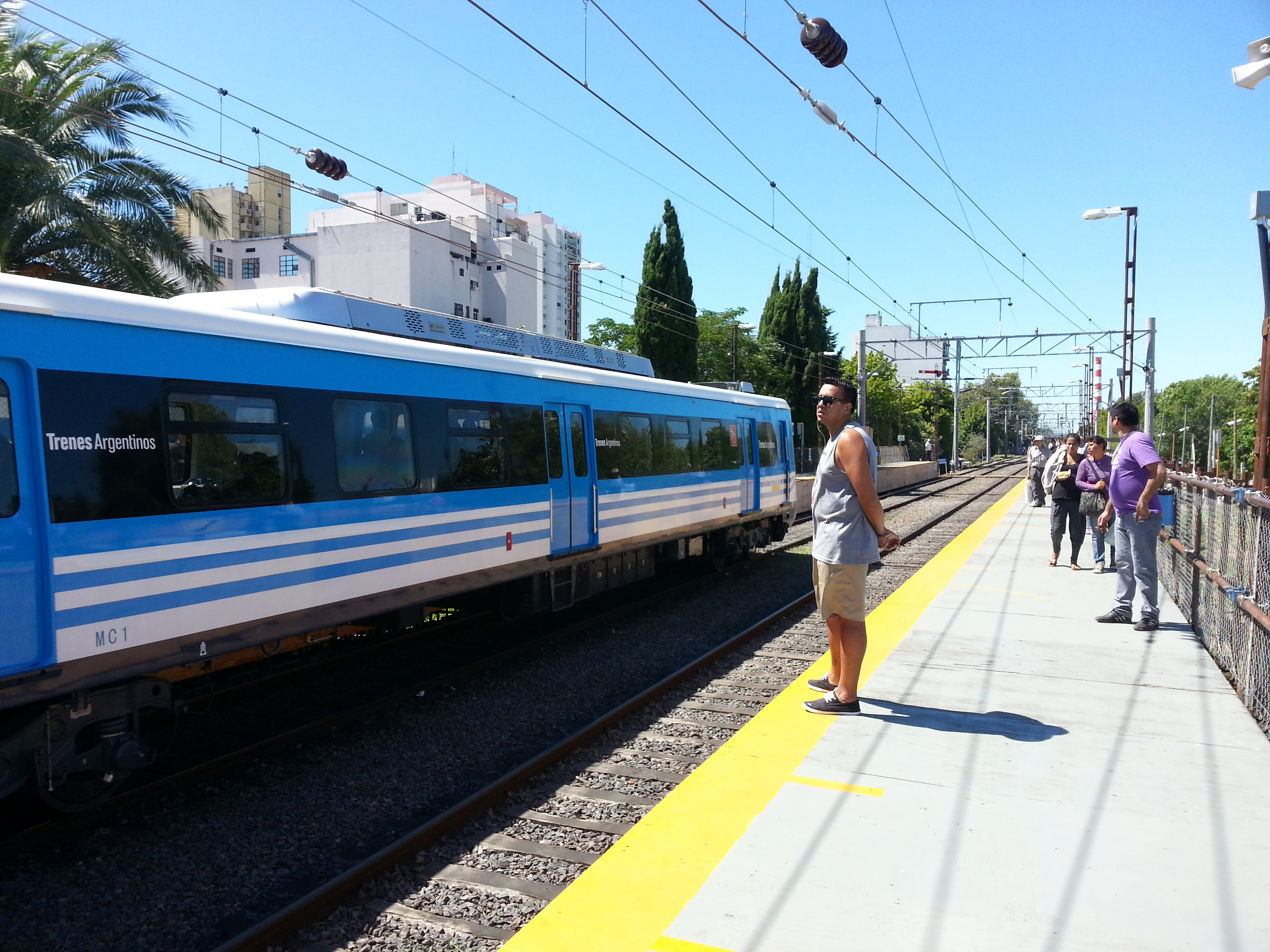
Estación provisoria (2016).